# Оттон Брауншвейгский (князь Тарентский)
О́ттон Бра́уншвейгский (нем. Otto von Braunschweig-Grubenhagen, итал. Ottone di Braunschweig-Grubenhagen) или О́ттон Таре́нтский (нем. Otto der Tarentiner, итал. Ottone il Tarantino; ок. 1320 — апрель 1399, Фоджа) — герцог Брауншвейг-Грубенхагена с 1351 года, граф Ачерры в 1376—1392 годах, князь Таранто в 1380—1381 и 1388—1399 годах, четвёртый и последний из мужей королевы Неаполя Джованны I, которая стала его второй супругой. Также Оттон владел рядом феодов в Монферрато.
Оттон происходил из древней и знатной династии Вельфов и был старшим сыном герцога Брауншвейг-Грубенхагена Генриха II и Ютты Бранденбургской. Располагая по праву наследования крайне скудными владениями, вынужден избрать карьеру кондотьера и провёл большую часть жизни в Италии; обладая военными и дипломатическими талантами, он смог занять видное положение в итальянской политике XIV века. Хотя он не имел излишних амбиций и сохранял верность своим сюзеренам, ему удалось добиться высокого положения и получить богатые владения.
Много времени (за исключением периода, когда он несколько лет находился на службе у короля Франции Иоанна II Доброго) Оттон провёл на службе у своего родственника маркиза Монферрато Джованни II, будучи его самым доверенным сподвижником. Позже он стал опекуном его детей, пытаясь противостоять экспансии могущественных Висконти, войдя в состав Лиги, организованной против них папой Григорием XI. В 1376 году Оттон женился на королеве Неаполя Джованне I. После смерти папы Григория XI Джованна I в результате конфликта с новым понтификом Урбаном VI поддержала антипапу Климента VII, что имело катастрофические последствия: Урбан VI признал королём Неаполя Карла III Дураццо, который захватил Неаполь и приказал убить Джованну, а Оттон попал в плен, в котором провёл несколько лет.
После освобождения Оттон поддержал претензии на неаполитанский трон Людовика II Анжуйского и смог отвоевать Неаполь у Владислава, наследника Карла III Дураццо, однако в результате конфликта с Марией де Блуа, матерью Людовика II, перешёл на сторону Дураццо, которому сохранял верность до самой смерти. На этот раз ему не удалось отвоевать Неаполь, а после того, как он вновь попал в плен, Оттон был вынужден удалиться в свои владения в Таранто, где и умер, не оставив наследников.

## Биография

### Происхождение
Оттон происходил из Брауншвейг-Грубенхагенской ветви династии Вельфов — одного из самых старых и знатных родов Германии. Родовое владение его семьи, герцогство Брауншвейг-Грубенхаген, было образовано в 1292 году в результате раздела наследства между тремя сыновьями герцога Брауншвейг-Люнебурга Альбрехта I, доставшись его старшему сыну Генриху I. Старшим сыном Генриха I был Генрих II, который в 1324 году заключил с братьями договор о разделе отцовских владений.
Оттон родился около 1320 года и был старшим из сыновей герцога Генриха II, его мать - Ютта Бранденбургская, дочь маркграфа Бранденбурга Генриха I. Поскольку у Оттона было несколько братьев, то после смерти отца он разделил с ними родовые владения. В результате нескольких семейных разделов герцогства между потомками Генриха I Брауншвейгского наследство Оттона было незначительным: хотя он и носил герцогский титул, но размер личного феода в Брауншвейг-Грубенхагенском герцогстве делал его перспективы на родине весьма туманными. В результате он решил последовать примеру отца, который провёл большую часть жизни за пределами Германии, и попытать счастья, избрав карьеру кондотьера в Италии. В отличие от многих других кондотьеров, которых хватало в Италии в XIV веке, Оттон не проявлял излишних амбиций, был человеком чести и всегда хранил верность своим нанимателям. Обладая военными и дипломатическими талантами, он смог занять видное положение в итальянской политике XIV века.

### Служба у маркиза Монферрато и короля Франции

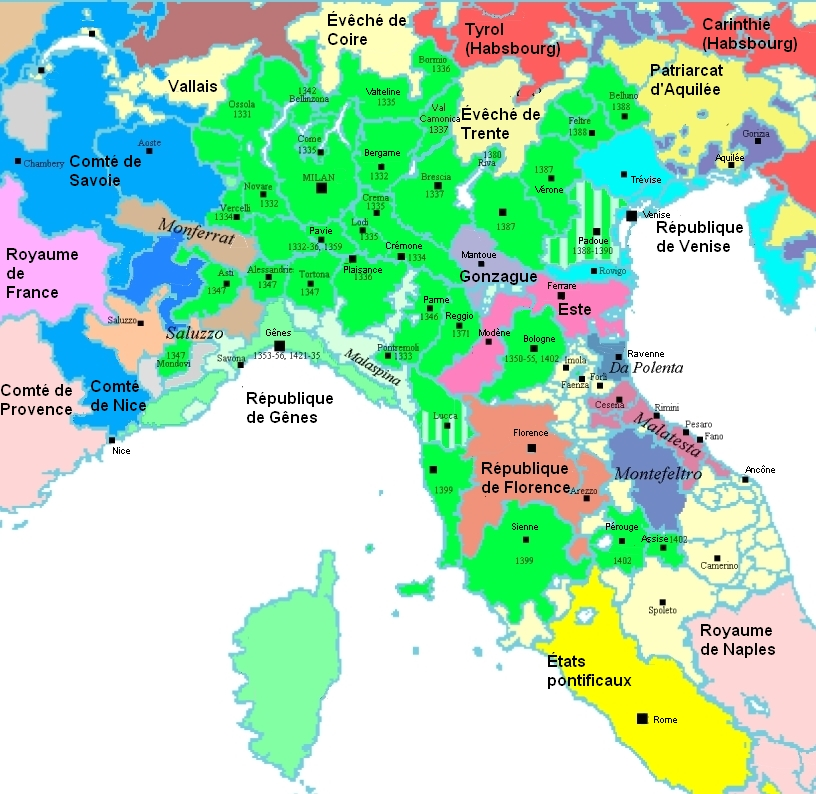
Северная Италия к 1402 году

Уже в 1339 или 1340 году Оттон оказался при дворе маркиза Монферрато Джованни II Палеолога, приходившегося ему родственником. В то время в Пьемонте постоянно шла борьба между различными государствами, стремившимися расширить свои владения. Джованни II оказался втянут в войну между правителями Милана из династии Висконти и королями Неаполя из Анжуйской династии. Продолжая политику своего отца, правитель Монферрато примыкал (по крайней мере, в начале своего правления) к партии Висконти. На службе у Джованни Оттон участвовал в этой борьбе. В январе 1345 года армия под командованием анжуйского сенешаля захватила Альбу и стала угрожать Монферрато. Однако 22 апреля того же года около замка Гаменарио благодаря Оттону анжуйцы были разбиты, а их командующий погиб. В 1349 году Оттон участвовал в кампании Джованни II против Джиакомо Ахейского, во время осады Страмбино был серьёзно ранен.
В 1351 году он перешёл на службу к королю Франции Иоанну II Доброму. Об участии Оттона в военных действиях во Франции ничего не известно, однако хронисты сообщают, что в 1352 году состоялся его поединок с герцогом Ланкастерским Генри Гросмонтом. Причины этой дуэли не очень ясны. Английский хронист Генри Найтон сообщает, что герцог Ланкастер, возвращаясь из похода в Пруссию, заявил гражданам и знати Кёльна, что Оттон намеревался захватить его и доставить к королю Франции. Тот, отвергая обвинение, вызвал герцога Ланкастера на дуэль. Попытки примирить противников не удались, и 4 декабря Оттон и герцог Ланкастер сошлись в поединке в присутствии короля Франции, герцога Бургундии и ряда других представителей французской знати. Исход дуэли точно не известен. Английские хронисты сообщают, что герцог Ланкастер имел преимущество, но король Франции прервал поединок, чтобы спасти Оттона от поражения. Французские хронисты сообщают только о том, что противники примирились, но избегают рассказа об исходе дуэли, что, скорее всего, подтверждает английскую версию.
В то же время Оттон с помощью короля Франции женился на вдове короля Майорки Хайме III. Этот брак принёс Оттону большое состояние и позволил ему набирать собственную армию.
В 1354 году Оттон вернулся в Италию. Он присутствовал в Риме на коронации Карла IV Люксембургского императорской короной. Тогда же император даровал Оттону владения в епархии Карпантры в Провансе, куда тот и перебрался, заняв замок Святого Ламберта, что вызвало протест епископа Карпантра. В ответ папа Иннокентий IV предложил императору отменить дарение, и в результате Оттон был вынужден отказаться от владений. После этого он вновь оказался на службе у Джованни II Монферратского, помогая ему в борьбе против Висконти и анжуйцев. На этой службе Оттон проявил себя как хороший полководец. До самой смерти Джованни, которая произошла в 1372 году, он оставался самым доверенным сподвижником маркиза, участвуя в разных военных действиях и дипломатических миссиях. По завещанию маркиза, составленному за несколько дней до его смерти, 9 марта 1372 года, Оттон был назначен регентом при малолетних сыновьях Джованни. Вторым регентом стал граф Амадей VI Савойский. Также было подтверждено владение Оттоном рядом ленов: Вероленго, Калузо, Сан-Рафаэле, Кастаньетто, Вольпьяно и Брандиццо. При этом область Асти, где располагался двор, должна была оставаться неделимой между тремя сыновьями маркиза и Оттоном.
Смерть Джованни II пришлась на период, когда папа Григорий XI и главные итальянские государства образовали Лигу, пытаясь противостоять экспансии могущественных Висконти, пытавшихся расширить свои владения. В этой обстановке Оттон постарался обеспечить Монферрато место в политической игре. Сразу после смерти маркиза он отправился в Павию, чтобы попытаться добиться соглашения с Висконти, которые претендовали на Асти. После первого отказа Оттон поехал в Авиньон, предлагая участие Монферрато в союзе против Висконти. При посредничестве папы Оттон 17 июня 1372 года заключил союз с графом Амадеем VI Савойским, согласно которому тот обязался выплатить 200 тысяч флоринов, чтобы помочь Монферрато отстоять свои владения и выкупить те земли маркизата, на которые претендовали Висконти.
Ответ Висконти последовал в июле следующего года, когда их армия осадила Асти, однако в августе с помощью графа Савойи Оттону удалось добиться снятия осады. Позже он получил от императора Карла IV признание монферратского сюзеренитета над Асти: 6 декабря 1374 года три молодых маркиза получили статус имперских викариев Асти, Альбы и Мондови. Кроме того, в 1373—1374 годах Оттон, объединив свои войска с неаполитанской армией под командованием Николы Спинелли, участвовал в борьбе против Висконти в Пьемонте: в августе 1373 года был возвращён Ченталло, а в октябре того же года — Верчелли. Однако неспособность противников Висконти эффективно противостоять миланским герцогам привела к тому, что война угасла. Летом 1374 года Бернабо Висконти попытался примириться с Оттоном, предложив ему руку своей племянницы Екатерины (дочери Маттео II Висконти), однако тот отказался от этого брака, опасаясь поссориться с папой.
В этот же период папа Григорий XI выдвинул идею о заключении брака между Оттоном и вдовствующей королевой Марией Армянской, родственницей королевы Неаполя Джованны I, чтобы использовать дипломатические и военные способности Оттона для защиты Неаполитанского королевства от турок. Хотя этот план так и не был реализован, вскоре перед Оттоном возник гораздо более амбициозный брачный проект.

### Муж королевы Неаполя

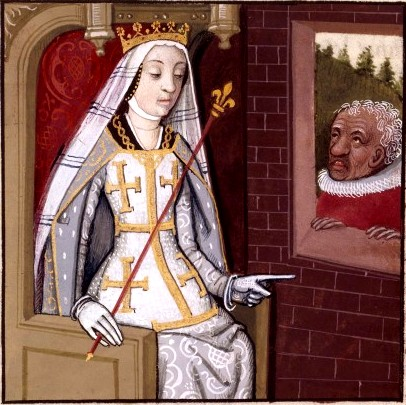
Джованна I Неаполитанская. Миниатюра XV—XVI века из сборника «О знаменитых дамах» Бокаччо

В январе 1375 года умер Хайме Мальоркский, третий муж королевы Неаполя Джованны I. Вскоре королева поняла, что не может противостоять участившимся восстаниям неаполитанских баронов. По всей видимости, папа Григорий XI, заключивший союз с Никколо Спинелли, самым влиятельным из баронов Джованны, предложил проект брака с неаполитанской королевой Оттону. Тот обладал всеми качествами, которые требовались для супруга королевы: принадлежал к знатному роду, один из представителей которого (Оттон IV Брауншвейгский) даже был императором; за время длительной службы маркизам Монферрато проявил себя как хороший воин и политик; кроме того, он был известен своим рыцарским духом и большой преданностью, что исключало возможность соперничества с королевой.
Брачное соглашение Оттон подписал в Асти 18 декабря 1375 года. Для большей осторожности в него был включён пункт, запрещающий ему короноваться неаполитанской короной. Взамен ему гарантировали получение княжества Таранто, присоединённое к короне после смерти князя Филиппа II. Брак заключён 28 декабря в Авиньоне в присутствии папы поверенными Джованны и подтверждён Григорием XI 2 января 1376 года.
В феврале 1376 года Джованна отправила нескольких приближённых в Ниццу, чтобы они сопроводили мужа в её королевство. 25 марта Оттон прибыл в Неаполь, где в тот же день была отпразднована свадьба. По сообщению «Chronicon siculum», 11 мая 1376 года королева пожаловала мужу графство Ачерра, город Теано и несколько замков в королевстве. Княжество Таранто Оттон получил, вероятно, только в 1380 году.
19 июля 1376 года заключено мирное соглашение между Висконти и папой Григорием XI, к которому присоединились Монферрато, Савойя и Феррара. Для подтверждения мира между Миланом и Монферрато было предложено заключить брак между маркизом Оттоном III Монферратским и Виолантой Висконти, дочерью Галеаццо II Висконти. 18 октября 1376 года папа, который направлялся из Авиньона в Рим, встретился в Генуе с Оттоном Брауншвейгским, чтобы провести необходимые переговоры о браке. После того как Оттон проводил Григория XI в Орбетелло, он вернулся в Неаполь.
Новая политическая ситуация, связанная с враждебными действиями Флоренции, организовавшей восстание против папы, вновь вывела на политическую арену Оттона. В начале марта 1378 года он в сопровождении Николы Спинелли отправился в качестве представителя Джованны на конференцию в Сарцану, в которой, кроме представителей большинства итальянских государств, принимали участие посланники императора, а также королей Франции и Венгрии. Задачей конференции было примирение Флоренции с папством, а также наведение порядка в Италии. Однако 27 марта 1378 года внезапно умер папа Григорий XI, после чего конференция была прервана. Оттон вместе со Спинелли отправился в Рим, где встретился с новым папой Урбаном VI, после чего вернулся в Неаполь один.
В сентябре 1378 года конфликт между Урбаном VI и большинством кардиналов привёл к церковному расколу и избранию антипапы Климента VII. Это событие имело серьёзные последствия для Неаполитанского королевства. Первоначально Джованна восторженно восприняла избрание Урбана VI, который был неаполитанцем. Однако вскоре она начала отдаляться от него, перейдя на сторону Климента VII. Причиной этого переломного события называли посольство, которое Оттон предпринял в июле 1378 года к папе Урбану VI. Хронисты по-разному сообщают о целях посольства. По одной версии, Оттон попросил папу короновать его неаполитанской короной, по другой — испрашивал согласия папы на брак своего подопечного Джованни III Монферратского, сменившего своего брата Оттона III после его гибели, с наследницей Сицилии Марией Арагонской. Однако конфликт Джованны с Урбаном VI произошёл позже, кроме того, маловероятно, чтобы Оттон, который был предан своей жене, стал бы требовать для себя неаполитанскую корону. Вероятнее, что он пытался примирить папу с коллегией кардиналов. Даже если эта попытка не увенчалась успехом, судя по всему, Оттон достаточно долго был сторонником Урбана VI. Хронист Дитрих из Нихайма утверждает, что Урбан VI симпатизировал Оттону.
Разгром Климента VII и его бегство во Францию летом 1379 года предопределили судьбу Джованны и Оттона. 11 мая 1380 года Урбан VI отлучил Джованну и объявил её лишённой королевства, признав королём Неаполя Карла III Дураццо, который 1 июня 1381 года при поддержке папы начал войну против Джованны.
В первой половине июня 1381 года Оттон с небольшой армией встретил армию Карла около Ананьи, однако после ожесточённой битвы был вынужден отступить в Ариенцо. Воспользовавшись этим, Карл, практически не встречая сопротивления, двинулся к Неаполю. Войдя в город, он осадил Кастель-Нуово, где укрылась Джованна. Будучи в отчаянии, она в августе 1381 года начала переговоры с Карлом. 24 августа Оттону удалось захватить Сант-Эльмо, создав угрозу вторжения в город, однако на следующий день его армия, в составе которой были его брат Балтазар и маркиз Монферрато Джованни III, была разбита. При этом Джованни III был убит, а сам Оттон попал в плен. Джованна также оказалась в плену у Карла и в 1382 году была задушена по его приказу.

### Последние годы

Италия в 1402 году
Неаполитанское королевство

Оттон провёл в заключении несколько лет. Сначала его содержали в Кастель-Нуово, потом он был переведён, по одной версии, в замок Муро, по другой — в замок Сан-Феличе. В середине 1384 года он получил свободу, но обстоятельства этого неизвестны. Версия одной из хроник, согласно которой Карл отпустил Оттона из-за данного тем ценного совета о том, как бороться против Людовика I Анжуйского, наследника Джованны и претендента на неаполитанский престол, не кажется исследователям убедительной. Тот факт, что, получив свободу, он вместе с Бернаром де ла Саллем, капитаном умершего 20 сентября 1384 года Людовика I, отправился в Авиньон, где предложил Марии де Блуа, вдове покойного, и папе Клименту VII свои услуги, планируя захватить Неаполь для её сына Людовика II, опровергает это сообщение.
Однако в Авиньоне прибытие Оттона не было встречено с энтузиазмом: внезапная смерть Людовика I и хроническая нехватка денег предотвратили вмешательство Марии и её несовершеннолетнего сына Людовика II, коронованного Климентом VII 21 мая 1385 года королём Неаполя, в борьбу против Карла Дураццо. Кроме того, Оттон просил Марию подтвердить пожалованные ему Джованной владения, в первую очередь Таранто. Хотя папа Климент VII был настроен поручить командование Оттону, Марии тот казался слишком лично заинтересованным в данной кампании, и она не скрывала своего недоверия к нему. Другим источником конфликтов между папой и Марией был недостаток финансирования экспедиции. Однако 25 октября 1385 года папа назначил Оттону содержание в 500 франков, половину из которых должен был выплачивать сам Климент VII, а вторую — королева Мария.
Переговоры Оттона с Марией и Климентом VII тянулись больше года, и только 3 октября 1386 года он был назначен генерал-капитаном анжуйской армии на 2 года. Кроме того, Мария подтвердила все пожалования Оттону, сделанные Джованной, и обязалась, как только Неаполь будет завоёван, пожаловать ему княжество Таранто или выплатить соответствующую компенсацию. На кампанию было выделено 32 000 флоринов. 14 октября Оттон принёс клятву верности папе, а 25 октября — королеве Марии, после чего отправился в Эг-Морт, откуда намеревался выступить на Неаполь.
Момент был достаточно благоприятен для вторжения в Неаполитанское королевство: в феврале 1386 года Карл Дураццо погиб в Венгрии, его наследнику Владиславу было всего 10 лет, а вдова Карла, Маргарита Дураццо, регент королевства, из-за конфликта с Урбаном VI и спровоцированного папой восстания в Неаполе столкнулась с почти неразрешимыми проблемами. Поэтому когда в начале июля 1387 года Оттон со своей армией появился под стенами Неаполя, он практически без боя захватил город. Маргарита Дураццо с сыновьями бежала, укрывшись в замке Гаэта.
Однако сложные отношения с Марией де Блуа вскоре привели к разрыву отношений между Оттоном и анжуйцами. Помимо того, что ему пришлось требовать отправку обещанных ему денег, королева отказалась передать обещанное по договору княжество Таранто, хотя он и выполнил свою часть сделки, захватив Неаполь. В итоге после назначения Марией в октябре 1388 года Луи де Монжуа коннетаблем королевства Оттон посчитал себя оскорблённым, в результате чего в конце октября 1388 года покинул Неаполь со своими людьми и удалился в Сант-Агату. В дальнейшем он перешёл на сторону Дураццо, хотя произошло это, судя по всему, не сразу. Возможно, его подтолкнули к такому шагу флорентийский посол Заноби да Меголе и английский кондотьер Джон Хоквуд, посланные из Флоренции на помощь Маргарите Дураццо. Ценой перехода Оттона стало подтверждение Маргаритой пожалованных ранее Джованной I владений, после чего он сохранял верность партии Дураццо до самой смерти.
В числе капитанов армии Дураццо Оттон появился в марте 1389 года. Однако попытка захватить Неаполь успехом не увенчались, и он удалился в свои земли. После возобновления военных действий против Людовика II Анжуйского он вместе с Альбериго да Барбьяно сражался на стороне Дураццо, однако во время битвы в Терра д’Отранто 24 апреля 1392 года попал в плен к представителям семьи Сансеверино, самым яростным врагам Владислава Дураццо. Для своего освобождения Оттон был вынужден заплатить 28 000 гульденов, отказаться от Ачерры и пообещать в течение 10 лет не предпринимать никаких военных действий против Сансеверино.
Последние годы жизни Оттон, которому было уже больше 70 лет, провёл в Таранто, не вмешиваясь в политику. Сведения об этом периоде его жизни достаточно скудны. Известно, что 20 марта 1395 года он назначил маркиза Теодоро II Монферратского управляющим своих феодов в Монферрато. Последний раз Оттон упоминается 8 марта 1399 года: поскольку у него не было наследников, король Владислав пообещал после его смерти передать Таранто Раймондо дель Бальцо Орсини. Оттон умер вскоре после этого, вероятно, в апреле 1399 года в Фодже, поскольку уже 8 мая 1399 года Раймондо дель Бальцо Орсини получил инвеституру на Таранто.
Наследников Оттон не оставил, похоронен он был в Фодже.

## Брак
1-я жена: с 1352 Виоланта де Виларагут (ум. до 1372), дочь Беренгера де Виларагута и Сауры Мальоркской, вдова Хайме III, короля Майорки. Виконтесса д'Омелас (1352/62).
2-я жена: с 25/28 марта / 25 сентября 1376 Джованна I (ок. 1328 — 22 мая 1382), королева Неаполя, дочь герцога Карла Калабрийского и Марии де Валуа, вдова Андрея Венгерского, герцога Людовика Тарентского и Хайме IV, титулярного короля Майорки.
Детей не было.